# مکگی (میزوری)
مکگی (به انگلیسی: McGee) یک منطقهٔ مسکونی در ایالات متحده آمریکا است که در شهرستان وین، میزوری واقع شده‌است. مکگی ۱۱۷٫۹۶ متر بالاتر از سطح دریا واقع شده‌است.